# Miljøorganisation
Miljøorganisation, en organisation der har fokus på miljøet og i visse tilfælde miljøpolitik.

## Miljøorganisationer
Der findes adskillige organisationer, som arbejder med miljøet.

### Internationale organisationer
Internationalt kan følgende organisationer nævnes:
- Greenpeace[1] - Greenpeace er en international miljøorganisation grundlagt i Canada i 1971.
- Verdensnaturfonden[2] er en international natur- og miljøorganisation.
- Sea Shepherd Conservation Society - Sea Shepherd Conservation Society er en international miljøorganisation grundlagt i USA i 1977.[3]

### Organisationer i Danmark
I Danmark kan følgende organisationer nævnes:
- Danmarks Naturfredningsforening[4] er en dansk natur- og miljøorganisation, der blev dannet i 1911. Foreningen har i dag ca. 130.000 medlemmer, altså ca. 2% af den danske befolkning. Foreningen har i sin formålsparagraf mål om at arbejde for såvel natur som miljø og for en bæredygtig fremtid.
- Nepenthes er er dansk miljøorganisation der blev dannet i 1982 af biologistuderende på Aarhus Universitet. Miljøorganisationen Nepenthes har lokalkontorer i Århus, København, Odense og på Møn.
- Det Økologiske Råd[5] er en dansk miljøorganisation.
- NOVANA, er en national organisation for overvågning af vandmiljøet og naturen. NOVANA startede den 1. januar 2004.
- NOAH er en dansk miljøorganisation, der startede i 1969 på Københavns Universitet. NOAH er i dag en del af den internationale miljøorganisation Friends of the Earth.